# جيمس سبنسر
جيمس سبنسر (بالإنجليزية: James Spencer)‏ (11 أبريل 1985 بستوكبورت في المملكة المتحدة - ) هو لاعب كرة قدم بريطاني في مركز حراسة المرمى. لعب مع ستوكبورت كونتي ونادي روتشديل ونادي تشستر سيتي ونادي اتحاد مانشستر ونورثويتش فيكتوريا.

## وصلات خارجية
- جيمس سبنسر على موقع قاعدة بيانات كرة القدم.إي يو (الإنجليزية)
- جيمس سبنسر على موقع Soccerbase.com (لاعب) (الإنجليزية)